# Николаевский (Брасовский район)
Николаевский — посёлок в Брасовском районе Брянской области, в составе Сныткинского сельского поселения. 
 Расположен в 7 км к востоку от села Брасово. Население — 42 человека (2010).

## История
Впервые упоминается в середине XIX века как хутор (также назывался Никольский). Входил в состав Брасовской волости и в приход села Брасова. С 1929 года в Брасовском районе (Сныткинский сельсовет).
В 1964 году присоединён посёлок Цветок (северо-восточная окраина нынешнего посёлка).
| Годы      | 1866 | 1926 | 1979 | 1989 | 2002 | 2010 |
| --------- | ---- | ---- | ---- | ---- | ---- | ---- |
| Население | 47   | 50   | 292  | 142  | 87   | 42   |